# Lambertus Eduard Lenting
Lambertus Eduard Lenting (Batavia (Ned.-Indië), 13 juni 1822 – Den Haag, 20 november 1881) was een Nederlands politicus en Thorbeckiaans Tweede Kamerlid.
Lenting was een in Nederlands-Indië geboren negentiende-eeuws politicus. Hij was de zoon van een predikant. Hij was advocaat en wethouder van Zutphen en publiceerde veel over geschiedenis en staatsrecht. In 1860 was hij kandidaat voor een hoogleraarspost in Leiden. In 1867 werd hij rechter en een jaar later liberaal Tweede Kamerlid voor het district Zutphen. Aanvankelijk hield hij zich vooral met koloniale zaken bezig. Hij was een groot voorstander van de openbare school en medestander van Kappeyne van de Coppello.

## Tweede Kamer
| Periode                                             |
| --------------------------------------------------- |
| 02-03-1868 t/m 19-09-1869 20-09-1869 t/m 20-11-1881 |

- Biografisch Portaal: 09944230
- Digitale Bibliotheek voor de Nederlandse Letteren: lent006
- Gemeinsame Normdatei: 1055184635
- International Standard Name Identifier: 0000 0000 8111 9441
- Library of Congress Control Number: n81147317
- Nationale bibliotheek van Australië: 35104279
- Nederlandse Thesaurus van Auteursnamen: 070074593
- Parlement.com: vg09ll2sw6qz
- Système universitaire de documentation: 170671143
- Trove: 827694
- Virtual International Authority File: 32382178
- WorldCat: E39PBJkHtKJtPYytDxKmyg9dQq